# Streptanthus platycarpus
Streptanthus platycarpus är en korsblommig växtart som beskrevs av Asa Gray. Streptanthus platycarpus ingår i släktet Streptanthus och familjen korsblommiga växter. Inga underarter finns listade i Catalogue of Life.